# Regione di Trebigne

Mappa con evidenziato in blu la localizzazione della regione all'interno della Bosnia ed Erzegovina

La regione di Trebigne (in serbo cirillico: Требињска регија) è una delle 7 regioni della Repubblica Serba. Il suo capoluogo è la città di Trebigne, dalla quale prende il nome, ed è situata nella Erzegovina.

## Lista dei comuni
1. Berkovići
2. Bileća
3. Gacko
4. Istočni Mostar
5. Ljubinje
6. Nevesinje
7. Trebigne